# Ludwig Krause

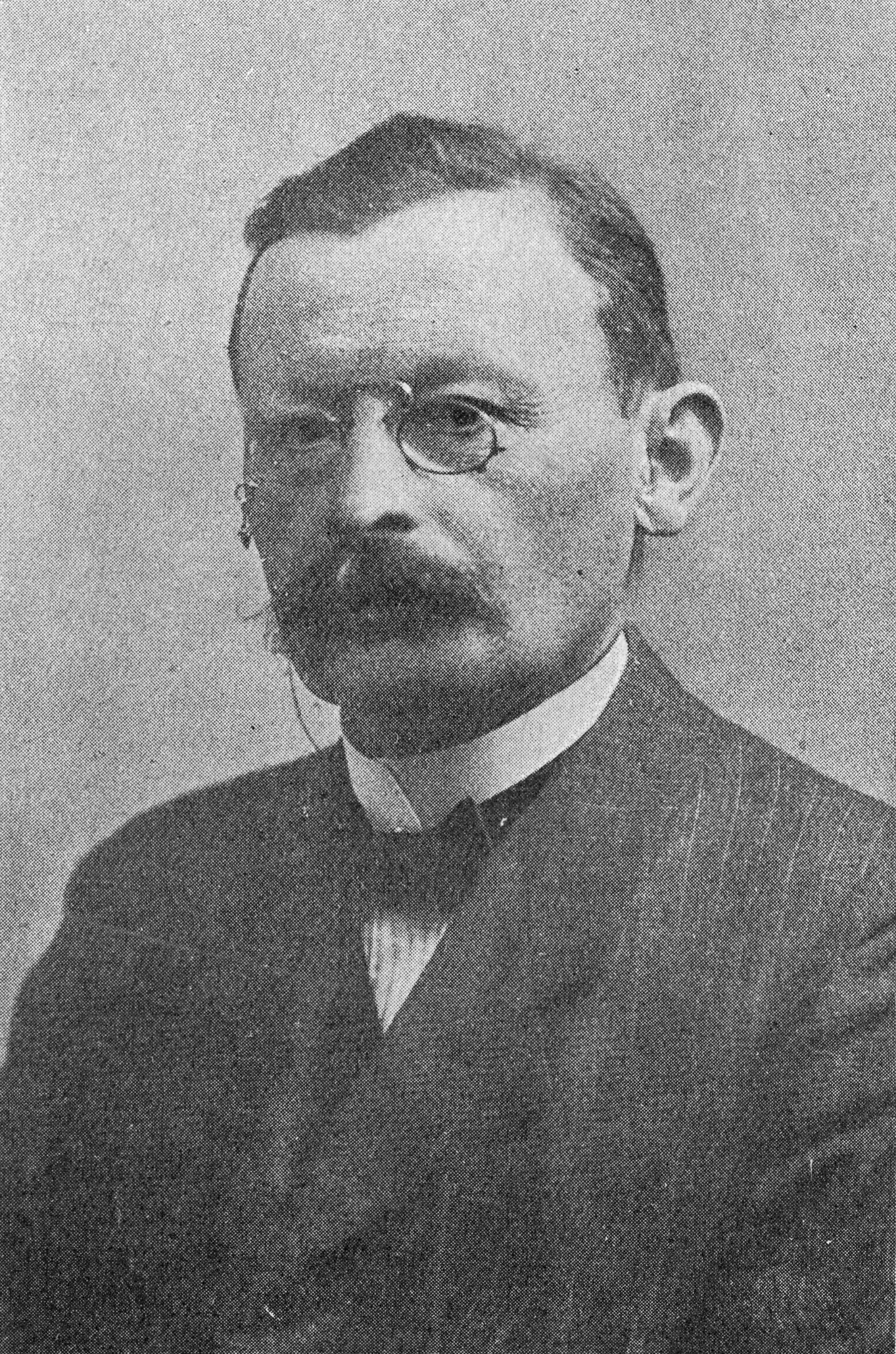
Ludwig Krause

Ludwig Johann Eduard Krause (* 9. März 1863 in Stade; † 1. April 1924 in Rostock) war ein deutscher Archivar und Heimatforscher.

## Leben
Ludwig Krause war ein jüngerer Sohn und zweites von vier Kindern des Gymnasiallehrers (Karl Ernst) Hermann Krause (1822–1892) und dessen zweiter Ehefrau Henriette, geb. Wyneken. Der Botaniker Ernst Krause (1859–1942) und der Jurist Hermann Krause (1868–1935) waren seine Brüder.
Die Eltern waren 1865 von Stade nach Rostock gezogen, wo der Vater das Direktorenamt der Großen Stadtschule angetreten hatte. Hier machte Ludwig Krause sein Abitur. Das anschließende Jurastudium an der Universität Göttingen und der Universität Rostock blieb ohne Abschluss. 1884 wurde er Corpsschleifenträger der Visigothia Rostock.
Als Angestellter der Feuerversicherungssocietät beschäftigte er sich nebenher mit wissenschaftlich fundierter Forschung Rostocker Altertümer. Ab 1900 arbeitete er im Vorstand des von seinem Vater 1883 mitbegründeten Vereins für Rostocks Altertümer, mehrfach mit Aufgaben des Schrift- und Rechnungsführers betraut. 1907 bekam Krause die ersehnte Stelle als wissenschaftlicher Beamter (nach anderen Quellen als Hilfsarbeiter) im Rostocker Ratsarchiv. Zehn Jahre später war er Landesarchivar und Direktor der Bibliothek der Ritter- und Landschaft in Rostock.  
Ludwig Krause blieb unverheiratet und lebte gemeinsam mit seiner Schwester Johanne Krause (1865–1924) in Rostock. 1924 begingen beide Geschwister Suizid.

## Ehrungen
1919 wurde Krause Ehrendoktor der Universität Rostock. 1924 wurde er Ehrenmitglied des Rostocker Vereins. Zwei Jahre nach seinem Tod errichtete ihm der Verein für mecklenburgische Geschichte und Altertumskunde einen Gedenkstein in der Rostocker Heide. 2009 wurde eine Straße im Rostocker Ortsteil Nienhagen nach ihm benannt.

## Nachlass
Den Nachlass von Ludwig Krause verwahrt das Stadtarchiv Rostock (Signatur: 1.4.17).

## Veröffentlichungen (Auswahl)
- Zur Rostocker Topographie. In: Beiträge zur Geschichte der Stadt Rostock Heft 13, 1925, S. 13ff.
- mit Ernst Dragendorff (Hrsg.): Das Rostocker Weinbuch von 1382 bis 1391. Festschrift für die Jahresversammlung des Hansischen Geschichtsvereins und des Vereins für niederdeutsche Sprachforschung im Auftrage der Seestadt Rostock veröffentlicht vom Verein für Rostocker Altertümer. Adler, Rostock 1908, urn:nbn:de:bsz:14-db-id18429680258.
- Die Rostocker Heide im Spiegel ihrer Orts-, Forst- und Flurnamen (= Beiträge zur Geschichte der Stadt Rostock Heft 14). 1926 (Digitalisat).